# Johanna Gadski
Johanna Gadski (Anklam, 15 giugno 1872 – Berlino, 22 febbraio 1932) è stata un soprano tedesco.
Le sue qualità vocali unite ad una eccellente tecnica le permisero di dedicarsi a ruoli drammatici nei repertori italiani e tedeschi e di fare una brillante carriera nei teatri europei ed americani.

## Biografia
Nacque ad Anklam ed iniziò a studiare canto a Stettino sotto la guida di Anna Schröder-Chaloupka. Debuttò nel 1889 alla Krolloper di Berlino con Undina di Čajkovskij,  cantando in seguito in vari teatri tedeschi. È tuttavia nei paesi angloamericani che la Gadski si affermò come diva. Il suo debutto americano avvenne a New York nel 1895 nella Damrosch Opera Company, con il Lohengrin, esibendosi poi in diversi teatri statunitensi fra cui il Metropolitan di New York. Nel 1896 rivestì anche il ruolo di Hester Prynne nella prima rappresentazione scenica della Scarlet letter di Walter Damrosch. Fu inoltre scritturata, dal 1899 al 1901, alla Royal Opera House di Londra.
In seguito, tra il 1900 e il 1917, cantò stabilmente al Metropolitan  di New York, con la cui società debuttò il 6 gennaio 1900 come Senta nel L'olandese volante. Sempre al Metropolitan, si distinse come interprete wagneriana nei ruoli di Brünnhilde e Isotta e in quelli verdiani nelle opere Aida (Aida), Il trovatore (Leonora) e Un ballo in maschera (Amelia). Cantò anche nella Cavalleria rusticana di Mascagni ed in esecuzioni dirette da Mahler e Toscanini.
Durante la prima guerra mondiale, in seguito alla dichiarazione di guerra da parte degli Stati Uniti alla Germania (1917), tornò a Berlino ma, dopo dieci anni di silenzio, riapparve sulle scene calcando nuovamente i palcoscenici americani ed europei. Il suo primo spettacolo dopo la lunga pausa avvenne a New York con il Tristano e Isotta (14 gennaio 1929). In questa nuova fase si dedicò anche ad altri ruoli come quello di donna Elvira nel Don Giovanni e Marta nel Tiefland di d'Albert. Stava progettando anche una terza tournée americana, ma un incidente d'auto pose fine alla sua vita.

## Discografia
La sua discografia consiste in incisioni che vanno dal 1903 al 1917 su cilindri fonografici: Cilindri Mapleson - New York (1903); Victor USA (1903-1917).
Esistono inoltre numerose ristampe di 78 giri: International Records Collector' Club - USA (1933-1949 circa); HRS - Chicago (1937-1939); HMV Archive - Londra (1951); American Gramophone Society - USA (1953-1954).

## Repertorio
| Ruolo                         | Titolo                          | Autore     |
| ----------------------------- | ------------------------------- | ---------- |
| Marta                         | Tiefland                        | d'Albert   |
| Leonore Marzelline            | Fidelio                         | Beethoven  |
| Micaëla                       | Carmen                          | Bizet      |
| Undina                        | Undina                          | Čajkovskij |
| Euridice                      | Orfeo ed Euridice               | Gluck      |
| Margherita                    | Faust                           | Gounod     |
| Anna                          | Hans Heiling                    | Marschner  |
| Santuzza                      | Cavalleria rusticana            | Mascagni   |
| Valentina                     | Gli ugonotti                    | Meyerbeer  |
| Berta                         | Il profeta                      | Meyerbeer  |
| Cherubino Contessa d'Almaviva | Le nozze di Figaro              | Mozart     |
| Donna Anna Donna Elvira       | Don Giovanni                    | Mozart     |
| Pamina                        | Il flauto magico                | Mozart     |
| Floria Tosca                  | Tosca                           | Puccini    |
| Leonora                       | Il trovatore                    | Verdi      |
| Amelia                        | Un ballo in maschera            | Verdi      |
| Aida                          | Aida                            | Verdi      |
| Senta                         | L'olandese volante              | Wagner     |
| Elisabeth                     | Tannhäuser                      | Wagner     |
| Elsa di Brabante              | Lohengrin                       | Wagner     |
| Brunilde                      | La Valchiria                    | Wagner     |
| Brunilde                      | Sigfrido                        | Wagner     |
| Brunilde Gutrune              | Il crepuscolo degli dei         | Wagner     |
| Isotta                        | Tristano e Isotta               | Wagner     |
| Eva                           | I maestri cantori di Norimberga | Wagner     |
| Agata                         | Il franco cacciatore            | Weber      |
| Reiza                         | Oberon                          | Weber      |